# الاتحادية الجزائرية للرياضات الميكانيكية
الاتحادية الجزائرية للرياضات الميكانيكية، يرمز لها ب (FASM)، تأسست سنة 1990، تعمل على  تطوير الرياضة الميكانيكية في الجزائر، وتأطيرها وتنظيم المسابقات الوطنية والدولية. إضافة الى ذلك عضو في الاتحاد العربي للدراجات النارية والاتحاد العالمي للدراجات النارية والاتحاد المتوسطي للدراجات النارية والاتحاد الإفريقي للدراجات النارية.